# 케네스 룩스
케네스 룩스(영어: Kenneth Rooks, 1999년 10월 21일~)는 미국의 육상 선수로 주 종목은 장애물달리기이다. 2024년 하계 올림픽 남자 3000m 장애물 종목 은메달을 획득했다.

## 경력
1999년 워싱턴주 왈라왈라에서 태어났으며 2018년부터 브리검영 대학교에서 수학했다.
2023년에 미국 육상 국가대표로 처음 발탁되었고 그 해 8월 헝가리 부다페스트에서 열린 2023년 세계 육상 선수권 대회에서 남자 3000m 장애물 종목 10위에 올랐다.
이듬해인 2024년 8월 프랑스 파리에서 열린 2024년 하계 올림픽에 참가했다. 그는 남자 3000m 장애물 종목 결승에서 8분 06.41초의 기록으로 개인 신기록을 경신했으며 모로코의 수피안 엘바칼리의 뒤를 이어 은메달을 획득했다.